# Edward Chamberlin
Edward Hastings Chamberlin (18 tháng 5 năm 1899 - 16 tháng 7 năm 1967) là một nhà kinh tế người Mỹ. Anh sinh ra ở La Conner, Washington, và qua đời ở Cambridge, Massachusetts.
Chamberlin học đầu tiên tại Đại học Iowa (nơi ông chịu ảnh hưởng của Frank H. Knight), sau đó theo đuổi nghiên cứu sau đại học tại Đại học Michigan, cuối cùng nhận bằng tiến sĩ từ Đại học Harvard năm 1927.

## Kinh tế học
Trong phần lớn sự nghiệp của mình, Edward Chamberlin đã dạy kinh tế tại Harvard (1937 19191967). Ông đã đóng góp đáng kể cho kinh tế vi mô, đặc biệt là về lý thuyết cạnh tranh và sự lựa chọn của người tiêu dùng, và mối liên hệ của chúng với giá cả. Edward Chamberlin đã đặt ra thuật ngữ "khác biệt hóa sản phẩm" để mô tả cách nhà cung cấp có thể tính phí số tiền lớn hơn cho sản phẩm so với cạnh tranh hoàn hảo sẽ cho phép. Năm 1962 được nhận vào làm nhà nghiên cứu tương ứng cho RACEF.

## Các tác phẩm chính
- "Duopoly: Values where sellers are few", 1929, QJE
- The Theory of Monopolistic Competition:: A Re-orientation of the Theory of Value, Harvard University Press, 1933, 1965, 8th ed.
- "Proportionality, Divisibility and Economics of Scale", 1948, QJE
- "An Experimental Imperfect Market", 1948, JPE
- "Product Heterogeneity and Public Policy", 1950, AER
- Monopolistic Competition Revisited, 1951
- "Impact of Recent Monopoly Theory on the Schumpeterian System", 1951, REStat
- "Full Cost and Monopolistic Competition", 1952, EJ
- "The Product as an Economic Variable", 1953, QJE
- "Some Aspects of Nonprice Competition", 1954, in Huegy, editor, Role and Nature of Competition
- "Measuring the Degree of Monopoly and Competition", 1954, in Chamberlin, editor, Monopoly and Competition and their Regulation
- "The Monopoly Power of Labor", 1957, in Wright, editor, Impact of the Union
- "On the Origin of Oligopoly", 1957, EJ
- Towards a More General Theory of Value, 1957
- The Theory of Monopolistic Competition: A Reorientation of the Theory of Value, Cambridge, MA: Harvard University Press, 1962